# Law Enforcement Alliance of America
A Law Enforcement Alliance of America Inc. (LEAA) é uma organização sem fins lucrativos, conservadora, de direitos sobre armas nos Estados Unidos, com sede nos arredores de Washington, D.C. em Springfield, Virgínia. Seus membros são compostos por policiais na ativa e aposentados, vítimas de crimes e outros civis interessados.

## Visão geral
A LEAA publica uma revista, a "Shield", e um boletim informativo, o "The LEAA Advisor". Funciona para destacar incidentes de autodefesa civil como aquele em que Harry Beckwith interrompeu sete criminosos no processo de roubo de armas de fogo de sua loja de armas, garantindo que seis deles pudessem ser presos com segurança pela polícia.
A Law Enforcement Alliance of America é uma organização sem fins lucrativos sob o código IRS Seção (501(c))(4). Devido às atividades legislativas da LEAA, as contribuições para ela, não são dedutíveis de impostos como uma doação ou despesa comercial. Quotas e contribuições não são reembolsáveis.
Os críticos afirmam que a organização é um "PAC fantasma" ("Political Action Committee"), canalizando o dinheiro corporativo para as eleições estaduais do poder judiciário. A organização foi processada no Texas em 2002 por supostamente não divulgar os contribuintes da campanha.
O grupo também foi muito ativo na destituição do juiz da Suprema Corte de West Virginia, Warren McGraw.
Em 2002, a LEAA gastou US$ 1,5-2 milhões para veicular anúncios contra a candidatura do candidato democrata Kirk Watson para Procurador-Geral do Texas. Na época, eles também gastaram dinheiro no apoio às candidaturas de dois outros candidatos democratas para a Assembleia Legislativa do Estado do Texas, um dos quais era Mike Head. Em 2003, Watson e Head entraram com uma queixa no tribunal estadual, acusando a LEAA de usar fundos corporativos em uma campanha política em violação à lei do Texas. A LEAA afirma que os anúncios eram legais e não combinavam diretamente com a campanha de nenhum candidato. Em 2007, Buck Wood, o advogado dos demandantes, disse que iria prosseguir com o litígio em um tribunal federal.
Em 2004, a LEAA obteve a maior parte de seu dinheiro do CEO da Massey Energy, Don Blankenship, que disse em várias entrevistas que faria "o que fosse necessário" para se livrar de Maag.

## Financiamento para eleição de juízes pró-armamentistas
A LEAA gastou milhões de dólares para financiar eleições de juízes pró-armamentistas, custeando as eleições judiciais, pagamentos de anúncios e panfletos políticos. Em 2012, a LEAA doou meio milhão de dólares em uma corrida eleitoral no Mississippi, garantindo um assento ao juiz Josias Coleman na Suprema Corte dos Estados Unidos pelo Mississippi.